# Мифы Сикиона и Флиунта

## Сикион
Цари Сикиона без особых противоречий включены в длинный родословный ряд, в нём несколько преемств по женской линии (при отцовстве богов). Гераклиды правили Сикионом три поколения ещё до Троянской войны, что противоречит данным о времени жизни Геракла.
Божества:
- Аполлон. Отец Зевксиппа (от Гиллиды) и Корона (от Хрисорои).
- Гелиос. Отец Алоея.
- Деметра. Воспитала Орфополида.
- Посейдон. Отец Перата.

### Царская династия
- Алоей (сын Гелиоса).
- Антиопа. Дочь Асопа. Родила Гелиосу Ээта и Алоэя (версия)[1]. То же у Диофанта[2]. Её статуя в Сикионе на участке Афродиты[3].
- Апис, сын Форонея.
- Гиллида. Нимфа. Родила от Аполлона Зевксиппа, царя Сикиона[4].
- Европ. Второй царь Сикиона. Сын Эгиалея[5], отец Телхина[6]. Либо сын Форонея (по Герофану из Трезена, побочный сын Форонея) и отец Гермиона[7].
- Зевксипп. Сын Аполлона и нимфы Гиллиды. Двадцать шестой царь Сикиона. По Павсанию, непосредственный преемник Феста[4]. По хронике Иеронима, четвёртый преемник Феста[8].
- Зевксиппа. Дочь царя Сикиона Лаомедонта. Выдана замуж за героя Сикиона[9].
- Ипполит. Сын Ропала. Царь Сикиона после Зевксиппа. На него повел войско Агамемнон. Ипполит согласился быть подвластным Микенам[4]. Возлюбленный Аполлона, посещал Дельфы[10]. По версии, любовник Эгиалеи, жены Диомеда[11].
- Ианиск. (в хронике Евсевия Инах[8].) Двадцать первый царь Сикиона. Потомок Клития из Аттики. Прибыл из Аттики в Сикион, когда Адраст вернулся в Аргос, и воцарился в Сикионе[12].
- Инах. См. Ианиск.
- Калхиния. Дочь царя Сикиона Левкиппа[13]. От Посейдона родила сына Перата, который наследовал Левкиппу[14].
- Коракс. (Корак.) Шестнадцатый царь Сикиона[15]. Сын Корона. Умер бездетным, власть получил Эпопей[16].
- Корон. Из царского рода Сикиона. Сын Аполлона и Хрисорои. Дети Коракс и Лаомедонт[17].
- Лакестад.
- Ламедон. Восемнадцатый царь Сикиона[9].
- Левкипп. Восьмой царь Сикиона, современник Инаха[18]. Сын Фуримаха. Дочь Калхиния, родила от Посейдона Перата[19]. en:Leucippus (son of Thurimachus)
- Мараф. Четырнадцатый царь Сикиона[20].
- Марафон (царь Эгиалеи).
- Мессап. (Месапп., он же Кефис.) Девятый царь Сикиона[21].
- Орфополид. (Ортополис.) Двенадцатый царь Сикиона[22]. Сын Племнея, воспитан Деметрой. Дочь Хрисороя[17].
- Пеласг. Двадцать пятый царь Сикиона, преемник Полифида[23].
- Перат. (у Евсевия-Иеронима и Августина Эрат[8].) Десятый царь Сикиона[24]. Сын Посейдона и Калхинии. Воспитан дедом Левкиппом, стал царем Сикиона. Отец Племнея[17].
- Племней. Одиннадцатый царь Сикиона[25]. Сын Перата. Его дети умирали, как только начинали плакать. Наконец Деметра сжалилась над Племнеем и, явившись в Эгиалею под видом чужестранки, воспитала ему сына Ортополида[17]. Племней воздвиг храм Деметре[26].
- Полиб (сын Гермеса).
- Полифид. Двадцать четвёртый царь Сикиона[27]. К нему прибыла кормилица с Агамемноном и Менелаем[28]. Либо современник Троянской войны[23]. Возможно, тождествен отцу Феоклимена.
- Ропал. Сын Феста, отец Ипполита[4]. По Птолемею Гефестиону, сын Геракла, первый в один день совершил ритуалы в честь Геракла как героя и как бога[29].
- Сикион (герой).
- Телхин. (Тельхин.) Убийца Аписа[30] Третий царь Сикиона. Сын Европа, отец Аписа[31].
- Фалк.
- Фелксион. (Телксион.) Убийца Аписа[30] По сикионской версии, пятый царь Сикиона, сын Аписа и отец Эгира[19]. Царь Сикиона, когда он умер, его почтили жертвоприношениями и играми[5].
- Фено. Афинянка, дочь Клития. Жена Лаомедонта, царя Сикиона[9].
- Фест. Сын Геракла (сомнительно хронологически). Двадцать второй царь Сикиона, преемник Ианиска. Когда прибыл в Сикион, то убедил жителей приносить жертвы Гераклу как богу, а не как герою[32]. На основании прорицания переселился в Крит. Сын Ропал, внук Ипполит. После Феста воцарился Зевксипп[4].
- Фуримах. (или Фуриак, или Фиримах.) Седьмой царь Сикиона, у его гроба приносили жертвы[33]. Сын Эгира, отец Левкиппа[19].
- Хрисороя. Дочь царя Сикиона Ортополида. Родила от Аполлона сына Корона[17]. (в другом чтении Хрисорта, дочь Ортополя).
- Хтонофила.
- Эгиалей (сын Инаха).
- Эгир. (у Евсевия-Иеронима Эгидр[8].) Шестой царь Сикиона. Сын Телксиона, отец Фуримаха[19].
- Эпопей (сын Алоея).
- Эрибея. По версии, жена Полиба из Сикиона, приемная мать Эдипа[34]. См. Перибея.
- Эхирей. Пятнадцатый царь Сикиона. Преемник Марафа[35].

### Другие лица
- Алексанор. Сын Махаона. Прибыл в Сикионию и построил в Титане храм Асклепия, некоторые приписывают ему ряд статуй в храме. Алексанору приносят жертвы как герою[36].
- Алкон. Из Сикиона. Участник состязаний в беге на Немейских играх[37]. Участник похода против Фив[38].
- Анхиз. Отец Эхепола из Сикиона[39].en:Anchises
- Ликийский. Эпитет Аполлона[40]. С ним связана сикионская легенда. Когда волки стали нападать на стада, бог указал им сухое дерево и повелел кору дерева, смешав с мясом, бросить волкам, которые отравились[41]. Иногда эпитет Пана[42].
- Титан. Согласно сикионскому сказанию, Титан был братом Гелиоса и поселился на вершине горы неподалёку от Сикиона, и место стало называться Титаной[43].
- Эхепол. Сын Анхиза. Из Сикиона. Подарил Агамемнону кобылицу Эфу, чтобы не идти на Троянскую войну[39].
- Онеаты (ослятники). Одна из фил в Сикионе (Геродот. История V 68).
- Сикион (город).[44] Царство Сикион существовало 959 лет и погибло при афинском царе Меланфе[23].
- Фобос. Место в Сикионе, где Аполлон и Артемида испытали страх[45].
- Эгиалея. Область[30].

См. также:
- Адраст (сын Талая). Правил некоторое время в Сикионе.
- Антиопа (дочь Никтея). Бежала в Сикион, где стала женой Эпопея.
- Архандр и Архител (сыновья Ахея). Воевали с Лаомедонтом из Сикиона.
- Асклепий. Привезен в Сикион из Эпидавра.
- Лисианасса. Дочь Полиба, жена Талая.
- Лик (сын Хтония). По беотийской версии, покорил Сикион.
- Пейфо. По сикионскому рассказу, Аполлон и Артемида прибыли в Эгиалею для очищения, но испугались и отправились на Крит.
- Пелоп. По версии, отец Сикиона.
- Пелопия (дочь Фиеста). Скрывалась в Сикионе.
- Фанет. Принес из Фив в Сикион статую Диониса.

## Флиунт
- Андродамант Сын Флианта и Хтонофилы[12]. Воздвиг изображение Вакха[46].
- Аорис Сын Аранта, царь Флиунта. В память сестры назвал страну Арефирея. Могила на Арантовом холме, его призывают флиасийцы на таинствах Деметры[47].
- Арант
- Арефирея Дочь Аранта. Родила от Диониса Флианта. Её брат Аорис в память сестры назвал страну Арефиреей. Могила на Арантовом холме. Флиасийцы призывают её на таинствах Деметры[48].
- Асоп Флиасийский
- Гиппас Из Флиунта. Когда дорийцы напали на Флиунт, Гиппас призывал к обороне. Флиасийцы признали царем дорийца Регнида. Гиппас со сторонниками бежал на Самос. Его называли прадедом Пифагора[49] (ошибка в хронологии). По другим, дед Пифагора и внук Клеонима, флиунтского изгнанника[50].
- Дамеон Сын Флиунта. Участвовал вместе с Гераклом в походе против Авгия, он и его конь были убиты Ктеатом, и их могила называется Тараксипп[51].
- Евримедонт Сын Диониса и Ариадны, из Флиунта. Аргонавт[52].
- Исмениды Нимфы, их жертвенник у флийцев[53].
- Келуса По версии, родила Асопа от Посейдона[54].
- Киаф. См. Евном.
- Ликей Отец Флианта[55].
- Регнид.\ Сын Фалка. Дориец. С войском из Аргоса и Сикиона двинулся на Флиунт. Регнид предложил флиасийцам признать его царем и произвести передел земли. Народ согласился и изгнал противников соглашения, в том числе Гиппаса[49].
- Флиант

См. также:
- Амфиарай Стал пророком, побывав во Флиунте.
- Ойней Встретился с Гераклом во Флиунте.
- Эгина Зевс похитил её из Флиунта.

Топонимы:
- Арефирея Местность, упомянутая Гомером (Илиада II 571).
- Омфал Место у Флиунта, середина всего Пелопоннеса[56].